# Inspecteur Japp
Detective Chief Inspector James Harold Japp is een personage dat verschijnt in verschillende romans van Agatha Christie met Hercule Poirot.
In de televisieserie Agatha Christie's Poirot wordt Japp gespeeld door Philip Jackson. David Suchet, die in deze serie de rol van Poirot heeft, speelde Japp in de film Thirteen at Dinner (1985). Hij wordt al snel tot hoofdinspecteur benoemd en woont in het Londense Isleworth in een simpel huis. Hij is diep van binnen een groot bewonderaar van Hercule en de genegenheid is wederzijds. Omdat zijn aanpak zoveel anders is dan die van Poirot, vormen ze samen een zeer succesvol duo.
Bij ontstentenis van mevrouw Emily Japp vergezelt Hercule James naar Brussel, waar laatstgenoemde een hoge Belgische onderscheiding krijgt.aflevering 39, seizoen 5: The Chocolate Box. In deze aflevering komt Japp ook de reden te weten van  de vlucht destijds van Hercule uit zijn vaderland.